# Jens Hellström
Jens Hellström (Järfälla, 9 augustus 1977) is een Zweeds autocoureur.

## Carrière
Hellström heeft voornamelijk geracet in touringcars, waaronder de Zweedse Volvo S40 Challenge tussen 1997 en 2003 en het Swedish Touring Car Championship in 2004 en 2005. In het laatste jaar reed hij voor Engström Motorsport in een Honda Civic Type R. Ook nam hij dat jaar deel aan het eerste World Touring Car Championship-evenement op het Autodromo Nazionale Monza in een Type R voor Engström. Hij eindigde als 26e en 21e in deze races. Hierna nam hij tot 2011 niet meer deel aan races, waar hij terugkeerde in het STCC, nu staande voor het Scandinavian Touring Car Championship, tijdens het raceweekend op de Falkenbergs Motorbana in een Seat Leon voor Danielsson Motorsport, gerund door Alx Danielsson.